# Protocole international de mesure et de vérification de la performance énergétique
Le protocole international de mesure et de vérification de la performance énergétique (ou PIMVP), en anglais International performance measurement and verification protocol abrégé en IPMVP, définit des standards et des termes et suggère les bonnes pratiques pour les projets d'efficacité énergétique et d'économie d'eau.
IPMVP est un nom déposé par la Efficiency Valuation Organization, structure de standardisation privée dont le siège se trouve aux États-Unis.

## Usages
Le PIMVP est par exemple utilisé dans les opérations de construction et, ou de réhabilitation ayant un objectif d'amélioration de la performance énergétique. L'application du protocole permet d'évaluer, par exemple, les consommations énergétiques d'un bâtiment.